# Vinterbrinken

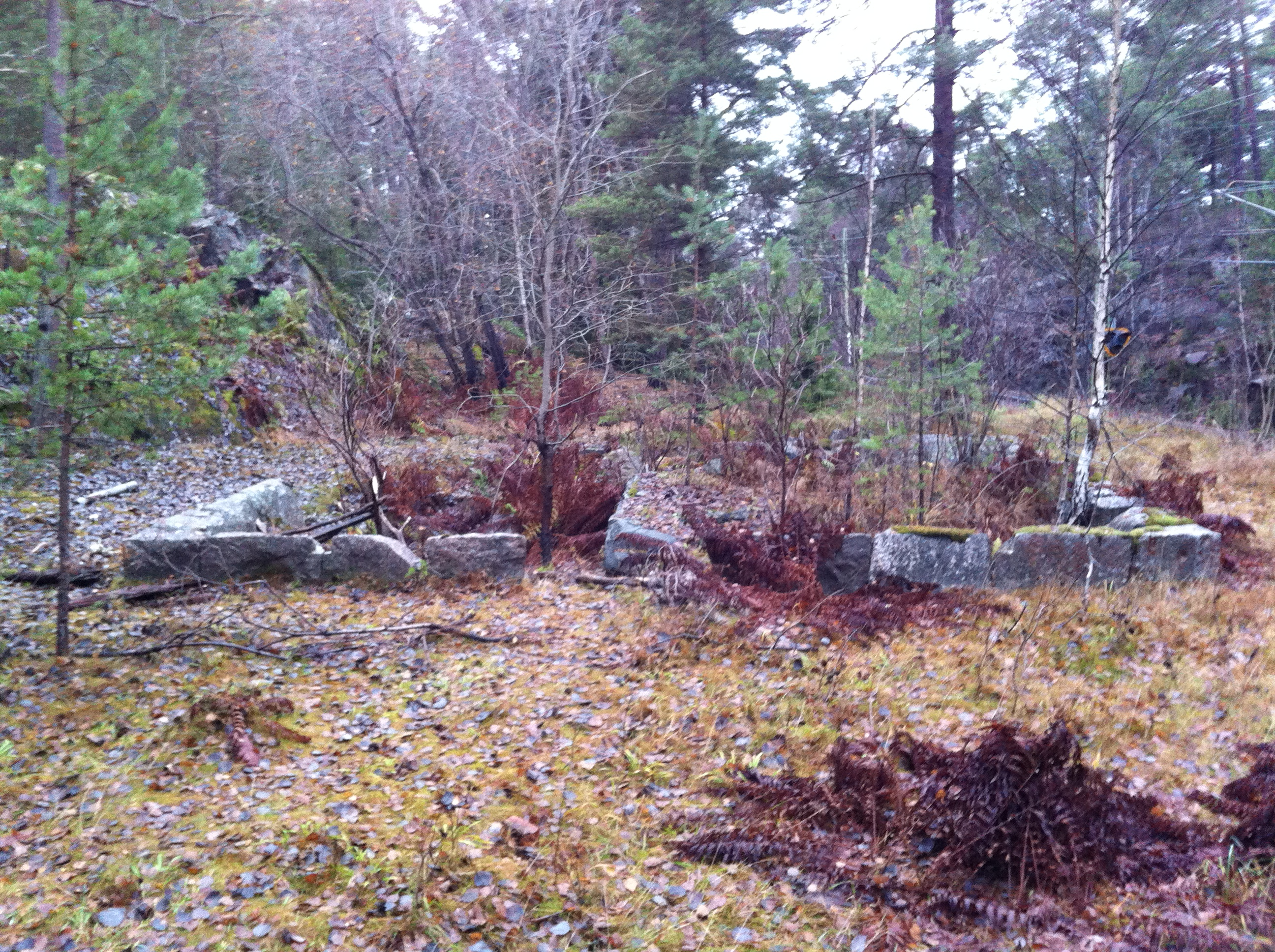
Grunden till Vinterbrinkens banvaktstuga belägen mellan Fisksätra och Igelboda.

Vinterbrinken i Nacka kommun var en banvaktsstuga vid Saltsjöbanan där en järnvägsanställd man bodde med sin familj. Boningshusets grund av huggen sten och grunden till ett fähus finns kvar i skogen mellan Fisksätra och Igelboda stationer, strax söder om järnvägen. Ställets namn lever vidare i gatunamnet Vinterbrinksvägen i bostadsområdet Igelbodaplatån strax intill.
De två sista familjerna som bodde på Vinterbrinken hette Nordgren. Först Ludvig (född 1858 i Norunga i Älvsborgs län) med hustrun Kristina och fem barn. Sedan deras son Ragnar som var stationskarl och bodde med hustrun Gudrun och två söner på Vinterbrinken till slutet av 1920-talet.

## Igelbodatomterna
Banvaktarstugans husgrunder ligger intill den västra av de så kallade Igelbodatomterna eller Fisksätratomterna, som består av naturskog och våtmarker. Delar av marken har enligt kommunens inventeringar ett påtagligt naturvärde. Kommunen beslöt 2022 om markanvisning till bolaget Frentab för framtida exploatering.